# Generalplan Ost

A nova Europa Central e Oriental, segundo o projeto apresentado em 28 de maio de 1942.

O Generalplan Ost (GPO) ou Plano Geral do Leste, foi um plano secreto da Alemanha Nazista de genocídio e limpeza étnica, concebido para ser realizado nos territórios ocupados pelo Terceiro Reich no Leste Europeu durante a Segunda Guerra Mundial. 
A sua implementação teria exigido operações em grande escala a serem empreendidas nos territórios ocupados pela Alemanha, como parte da política de "Espaço Vital" (Lebensraum) de Adolf Hitler e do movimento nazista e um cumprimento da ideologia Drang nach Osten ("necessidade de ir para Leste") da expansão alemã, ambos parte do plano maior para estabelecer a Nova Ordem.

## Conceito
Desenvolvido ao longo de três anos, entre o final de 1939 e os primeiros meses de 1943, o Generalplan Ost estabeleceu como objetivo redesenhar, após a prevista vitória do Reich, o mapa da Europa e reorganizar a sociedade europeia segundo linhas raciais. Previa a colonização da Europa Central e Oriental através do genocídio, extermínio e limpeza étnica em larga escala de eslavos, judeus do Leste Europeu e outros povos indígenas da Europa Oriental, categorizados como "Untermenschen" na ideologia nazista. A campanha foi precursora da colonização planejada da Europa Central e Oriental pela Alemanha Nazista por colonos germânicos, e foi realizada por meio de massacres sistemáticos, fome em massa, trabalho escravo, estupros em massa, sequestros de crianças e escravidão sexual.
O Generalplan Ost foi implementado apenas parcialmente durante a guerra em territórios ocupados pela Alemanha na Frente Oriental durante a Segunda Guerra Mundial, resultando indireta e diretamente na morte de milhões por fuzilamentos, fome, doenças, extermínio pelo trabalho e genocídio. Entretanto, sua implementação total não foi considerada praticável durante grandes operações militares e nunca se materializou devido à derrota da Alemanha. Sob ordens diretas da liderança nazista, cerca de 11 milhões de eslavos foram mortos em violência sistemática e terrorismo de Estado realizados como parte do GPO. Além do genocídio, outros milhões foram forçados ao trabalho escravo para servir à economia de guerra alemã.
Aproximadamente 3,3 milhões de prisioneiros de guerra soviéticos capturados pela Wehrmacht foram mortos como parte do GPO. O plano pretendia o genocídio da maioria dos habitantes eslavos por vários meios – assassinatos em massa, fome forçada, trabalho escravo e outras políticas de ocupação. As populações restantes seriam deportadas à força para além dos Urais, abrindo caminho para os colonos alemães.
O plano era um trabalho em andamento. Há quatro versões conhecidas dele, desenvolvidas com o passar do tempo. Após a invasão da Polônia, o projeto original do Generalplan Ost foi discutido pelo Comissário do Reich para a Consolidação da Nacionalidade Alemã (RKFDV) em meados de 1940 durante as transferências populacionais nazistas-soviéticas. A segunda versão conhecida do GPO foi adquirida pelo Gabinete Central de Segurança do Reich (RSHA) de Erhard Wetzel em abril de 1942. A versão final do Plano Diretor para o Leste veio da RKFDV em 29 de outubro de 1942. Entretanto, após a derrota alemã em Stalingrado, os recursos alocados para políticas de colonização foram desviados para os esforços de guerra do Eixo, e o programa foi gradualmente abandonado.